# 유비 (오왕)
오왕 유비(吳王 劉濞, 기원전 215년 ~ 기원전 154년)는 전한 전기의 황족이자 제후왕으로, 패현(沛縣) 사람이다. 고제의 형 대경왕의 아들이자 덕애후 유광의 형으로, 황실의 견제에 반발하여 오초칠국의 난을 일으켰으나 진압되었다.

## 생애

### 오왕 책봉
고제 11년(기원전 196년) 가을, 회남왕 영포가 반란을 일으켜 형나라를 병탄하고 초나라를 치니, 고제는 몸소 토벌에 나섰다. 당시 패후(沛侯)였던 유비는 스무 살로, 기개와 힘이 있어 기장(騎將)으로써 고제를 수행하여 추(甀)에서 영포를 무찔렀다. 형왕 유고가 영포에게 죽었는데 후사가 없었고, 오군과 회계(會稽) 사람들은 날쌔고 사나워 고제는 이를 걱정하였다. 고제의 아들들은 모두 어렸기 때문에, 이듬해 유비를 오왕으로 삼아 동양·장·오 3개 군과 53개 성을 다스리게 하였다. 고제는 유비를 불러 관상을 살펴보고는 말하였다.
| “ | 네 얼굴에는 모반의 상이 있다. | ” |

고제는 곧 유비를 책봉한 것을 후회하였으나, 이미 임명하였기 때문에 유비의 등을 토닥이며 말하였다.
| “ | 앞으로 50년 뒤에 한나라의 동남쪽에서 반란을 일으킬 자가 설마 너이겠느냐? 천하는 너와 같은 성을 쓰는 한집안이니, 그러는 일이 없도록 하여라. | ” |

유비는 그러지 않겠다고 고제에게 맹세하였다.
고제가 죽고, 혜제와 고후 때에 이르러 천하는 안정되었다. 오나라의 장군(鄣郡)에서는 구리가 났는데, 유비는 천하의 망명자들을 모아 몰래 돈을 만들고 바닷물을 끓여 소금을 만들었기 때문에, 세금을 거두지 않아도 나라 살림이 넉넉하였다.

### 태자의 죽음
문제 때의 일이었다. 오나라 태자 유현(劉賢)이 조정으로 가 천자를 뵌 다음, 황태자 유계와 함께 술을 마시고 육박을 하였다. 유현의 스승들은 초나라 사람으로, 모두 경박하고 사나웠으며 태자 또한 교만하였다. 육박을 하는 데 수를 다툼이 오만하였으므로, 유계는 박국(博局·육박판)을 유현에게 집어던져 죽이고 말았고, 시신을 관에 넣어 돌려보냈다. 유현의 시신이 오나라에 이르자, 조정의 처우에 분개한 유비는 다시 시신을 장안으로 보내, 그곳에서 장사 지내게 하였다. 이때부터 유비는 점점 제후로서의 예를 잃고, 병을 핑계로 조정에 나아가지 않았다.
조정에서 직접 조사해 보니, 실제로 유비가 병든 것이 아니므로 오나라의 사자가 오는 대로 모두 잡아 가두고 벌하였다. 유비는 두려워하여 더욱더 심한 음모를 꾸몄다. 이후 사자를 보내 가을에 황제를 알현하게 하니, 또 황제는 사자를 문책하였다. 사자가 말하였다.
| “ | 사실 오왕은 병이 나지 않았습니다. 한나라에서 여러 차례 사신을 잡아 두고 문책하였기 때문에, 왕께서는 병이라 일컬은 것입니다. 대저 '연못 속의 물고기를 들여다보는 것은 상서롭지 못하다'라고 하였습니다. 지금 왕께서는 병을 핑계 삼았는데, 조정에서 이를 알고 더 심하게 꾸짖으니 더욱더 몸을 숨기고 황상의 처벌이 두려워 어쩔 수 없이 음모를 꾸민 것입니다. 황상께서는 지금까지의 일은 잊고 오왕을 용서하여 주십시오. | ” |

이에 문제는 잡았던 사자들을 풀어주었고, 유비에게 안석(安席)과 지팡이를 하사하며 늙었으니 입조하지 않아도 된다고 하였다. 유비는 죄를 용서받았으므로, 꾀하던 일을 서서히 그만두었다.
그러나 오나라에서는 구리와 소금이 많아 세금을 거두지 않았고, 돈을 받고 다른 이를 대신하여 병역에 종사하는 사람에게는 그때마다 시세에 맞추어 돈을 주었다. 해마다 사람을 보내 나라 안의 재능 있는 자들의 안부를 묻고, 마을의 어진 이들에게는 상을 주었다. 다른 군과 국에서 도망 온 사람들을 숨겨주어 그곳의 관리가 잡지 못하게 하였고, 도망 온 사람들을 내어주지 않았다. 40여 년을 이와 같이 다스리니, 유비는 사람들을 마음대로 다룰 수 있게 되었다.

### 조조의 견제, 오초칠국의 난
유계의 가령(家令)이 된 조조는 한가한 틈을 타 오나라는 죄를 자주 지었으므로 봉지를 깎아야 한다고 주장하였다. 문제에게도 여러 차례 상주하였으나, 문제는 관용을 베풀고 차마 벌하지 못하였다. 오나라는 시간이 흐를수록 더욱 멋대로 행동하였다.
유계가 즉위한 후(경제), 어사대부로 승진한 조조는 또 유비를 비난하며 경제를 설득하였다. 결국 한나라 조정의 신하들은 오나라의 봉지를 깎는 문제를 논의하였고, 유비는 이를 두려워하다가 음모를 꾸며 반란을 일으키려 하였다. 먼저 유비는 교서왕 유앙을 포섭하기 위하여 중대부(中大夫) 응고(應高)를 보냈다. 유앙은 처음에 거절하였으나, 응고의 설득으로 협조하기로 약속하였다. 응고의 보고를 받은 유비는 재차 의심하여, 직접 교서로 가 유앙에게 약속을 받았다. 이에 어떤 신하가 유앙에게 간하였으나, 유앙은 듣지 않고 사자를 보내 제·치천·교동·제남·제북나라와 맹약을 맺었다.
당시 제후들 중에는 봉지를 깎이는 벌을 받고 조조를 원망하는 자가 많았다. 오나라의 봉지 중 회계와 예장을 깎는다는 조서가 도착하자, 유비가 먼저 병사를 일으켰다. 교서나라에서는 한나라가 보낸 관리들의 목을 베었고, 교동·치천·제남·초·조나라도 그렇게 하고는 병사를 동원하여 서쪽으로 향하였다. 그러나 제효왕은 결국은 반란에 협조하지 않았고, 나중에 교서·교동·치천나라의 공격을 받아 궁지에 몰리자 반란에 가담하려 했으나 이를 후회해 나중에 스스로 목숨을 끊었다. 제북왕 유지는 무너진 성을 아직 보수하지 못한 것을 들어 낭중령이 협박하고 감시하였기 때문에 병사를 일으키지 못하였다.

## 출전
- 사마천, 《사기》 권106 오왕비열전
- 반고, 《한서》 권35 형연오전

## 같이 보기
- 오초칠국의 난

| 선대 (첫 봉건) | 전한의 패후 기원전 197년 12월 계사일 ~ 기원전 195년 | 후대 (봉국 폐지) |

| 선대 (사실상) 유고 (형의 판도를 계승) | 제1대 전한의 오왕 기원전 195년 10월 신축일 ~ 기원전 154년 | 후대 (봉국 폐지, 강도역왕이 오의 판도를 계승) |